# Konrad B. Krauskopf
Konrad Bates Krauskopf, genannt Konnie, (* 30. November 1910 in Madison, Wisconsin; † 4. Mai 2003 in Stanford, Kalifornien) war ein US-amerikanischer Geochemiker und Geologe. Er war Professor an der Stanford University.
Er war der Sohn eines Chemie-Professors und studierte Chemie an der University of Wisconsin–Madison mit dem Bachelor-Abschluss 1931 (wobei er auch eine Geologie-Vorlesung bei William Twenhofel hörte) und wurde 1934 an der University of California, Berkeley, mit einer Arbeit über Photochemie promoviert. Anschließend studierte er Geologie an der Stanford University mit der Promotion 1938. Im Zweiten Weltkrieg war er in der US-Army unter anderem in Japan, wo er ab 1947 Leiter der Geographischen Abteilung G2 der US Army in Tokio war. Seit 1939 war er an der Fakultät der Stanford University, an der er 1976 emeritierte.
Er beschäftigte sich mit einem breiten Spektrum von Problemen, unter anderem Spurenelementen im Meerwasser, Petrologie unter anderem von Granit-Plutonen in der Sierra Nevada und an der norwegischen Küste, Ingenieurgeologie, chemischen Vorgängen bei Vulkanausbrüchen (die er am Paricutín in Mexiko studierte), Bildung von Erzlagerstätten. Außerdem befasste er sich mit radioaktiven Endlagern. Von ihm stammen auch Quadrangle Maps für den United States Geological Survey (Mount Barcroft, Glass Mountain, Mariposa, El Portal).
Krauskopf veröffentlichte auch einige einführende Physik-Lehrbücher mit Arthur Beiser.
1967 war er Präsident der Geological Society of America und 1970 der Geochemical Society. 1960 erhielt er die Arthur L. Day Medal, 1982 den V. M. Goldschmidt Award der Geochemical Society und 1984 die Ian Campbell Medal der American Geological Society. 1964 war er Präsident des American Geological Institute.
Er war Mitglied der National Academy of Sciences (1959) und der American Philosophical Society (1967). Er war Guggenheim und Fulbright Fellow.
Er war verheiratet und hatte vier Kinder.

## Schriften
- Geology of high level nuclear waste disposal, Annual Review Earth Planetary Science, Band 16, 1988, S. 173–200
- Disposal of high level nuclear waste. Is it possible ?, Science, Band 249, 1990, S. 1231
- mit Arthur Beiser Introduction to physics and chemistry, McGraw Hill 1964
- The Third Planet: An invitation to geology, Freeman, San Francisco 1974
- Introduction to Geochemistry, McGraw Hill 1967, 3. Auflage mit Dennis K. Bird 1995
- Fundamentals of Physical Science, 6. Auflage, McGraw Hill 1971
- mit Arthur Beiser The Physical Universe, 9. Auflage, McGraw Hill 2000
- Radioactive Waste Disposal and Geology, London, Chapman and Hall 1988
- mit Arthur Beiser Introduction to Earth Science, McGraw Hill 1975
- Thermodynamics used in geochemitry, in K. H. Wedepohl Handbook of Geochemistry, Band 1, Springer Verlag 1969
- A tale of ten plutons, Geological Society of America Bulletin, Band 79, 1968, S. 1–17 (Presidential Address GSA)